# Loi de Karlsson
La loi de Karlsson donne les valeurs les plus probables des rougissements des spectres des quasars. Elle est démontrée en utilisant les lois de la spectroscopie couramment utilisées en laboratoire.

## Statistique des rougissements
K. G. Karlsson et G. Burbidge ont montré que la plupart des rougissements Z (variations relatives de fréquences) des quasars et galaxies compactes est voisine de valeurs remarquables données par la formule : 
{\displaystyle Z(n)=nK}, où K est la constante de Karlsson 0.061 et n un entier 3, 4, 6, etc.
Cette formule a été établie par des statistiques  portant sur un nombre croissant de sources et de rougissements. D'autres auteurs ont cherché une explication à partir de la théorie du Big Bang, et une formule similaire s'appliquant aux galaxies, en vain.
En appliquant l'interprétation de la loi de Hubble disant que l'essentiel du rougissement d'un astre dépend de sa distance, les quasars se trouvent sur des sphères centrées sur la Terre qui se trouve ainsi au centre de l'Univers, conclusion qui ne parait appréciée que par quelques religions.

## Rougissements et hydrogène atomique
Le rougissement 3K (resp. 4K) est, avec l'approximation de la statistique, le rougissement Z (beta, alpha) (resp. Z(gamma, alpha)) qui amène la fréquence de la raie Lyman beta (resp. gamma) de l'hydrogène à la fréquence Lyman alpha. Il apparaît ainsi normal de lier les rougissements à la spectroscopie de l'hydrogène. On remarque que 3K et 4K mesurent aussi la distance de raies principales de la forêt Lyman des quasars. Ainsi, la formule de Karlsson s'écrit, en fonction des rougissements qui transforment la fréquence de Lyman bêta (resp. Lyman gamma) en fréquence Lyman alpha : 
{\displaystyle Z(p,q)=pZ(beta,alpha)+qZ(gamma,alpha)}, où p et q sont des entiers non négatifs.

## Cohérence spatiale et incohérence temporelle
Jean-Claude Pecker a proposé, il y a longtemps, d'expliquer les rougissements par des diffusions Raman. Pour que ces diffusions ne brouillent pas les images, il convient qu'elles soient spatialement cohérentes. G. L. Lamb Jr. a fixé la condition de cohérence : la lumière doit être temporellement incohérente, comme la lumière naturelle modélisée en impulsions dont la durée doit être inférieure à toutes les constantes de temps impliquées dans l'interaction. Avec cette condition, les spectres d'une impulsion excitante et de l'impulsion diffusée se recouvrent, de sorte que le résultat n'est pas deux raies, mais une raie décalée en fréquence. Pour éviter une saturation de niveaux de l'hydrogène, il convient de combiner au moins deux effets Raman, de façon que les atomes d'hydrogène agissent comme des catalyseurs. En accord avec la thermodynamique, l'énergie est transmise du rayon le plus chaud (selon la loi de Planck) au rayon le plus froid.
Cet effet est étudié dans les laboratoires sous le nom « Impulsive Stimulated Raman Scattering » (ISRS), en utilisant des impulsions laser de 10 femtosecondes par exemple. Comme l'ordre de grandeur de l'ISRS, dans les meilleures conditions, est inversement proportionnel au cube de la durée des impulsions, l'effet n'est observable, avec les impulsions d'une nanoseconde qui forment la lumière naturelle, qu'avec un parcours astronomique. La substitution de l'incohérence temporelle aux impulsions se traduit dans le sigle, ISRS devenant CREIL (Effet Raman (spatialement) Cohérent en Lumière (temporellement) Incohérente).
Le catalyseur doit avoir une période inférieure à 1 ns. La fréquence quadrupolaire de l'atome H dans l'état fondamental 1S (1 420 MHz) est trop élevée. Il faut que l'atome soit excité.

## Propagation d'un rayonnement stellaire chaud dans une nébuleuse froide
Supposons qu'une étoile extrêmement chaude est plongée dans une immense atmosphère puis nébuleuse d'hydrogène. Le rayonnement thermique de l'étoile est supposé avoir un spectre continu allant jusqu'aux fréquences X, où son intensité chute rapidement.
Dans la stratosphère de l'étoile, région où la température est assez basse pour une absorption des raies Lyman de H, on suppose que la pression est trop élevée pour que le libre parcours des atomes dure plus de 1 ns : les raies Lyman s'inscrivent dans le spectre, en absorption.
Lorsque la pression baisse, on peut supposer que des niveaux de H peuvent être légèrement excités, ce qui produit un léger rougissement amenant une région du spectre de fréquence un peu supérieure à Lyman alpha, non absorbée, sur la raie Lyman alpha.
L'absorption Lyman alpha peuple le niveau 2P de l'hydrogène dont les fréquences de résonance quadrupolaires ( 59 MHz en 2P1/2 et 24 MHz en 2P3/2 ) sont inférieures à 1 GHz, mais assez hautes pour un CREIL efficace: les fréquences de tout le spectre sont abaissées, et les absorptions  balaient le spectre assez vite pour qu'elles ne soient pas apparentes.
Ce processus s'arrête lorsque la raie Lyman bêta préalablement absorbée est rougie jusqu'à la fréquence Lyman alpha. Alors, tout le spectre du gaz est inscrit dans la lumière.
Un nouveau cycle reprend s'il reste de l'énergie aux fréquences élevées, etc. Sinon, le processus s'arrête en phase d'absorption.
En supposant que seules les absorptions Lyman  bêta et gamma sont importantes, on constate qu'il s'est produit une somme de rougissements 3K et 4K.
L'espace a été structuré au voisinage d'un astre chaud en coquilles dans lesquelles la lumière est soit rougie, soit non rougie. Cette structuration ne peut pas se produire en présence de sources multiples, au voisinage des galaxies.

## Conséquences
- Un rougissement ne mesure pas une distance, mais évalue une densité de colonne d'hydrogène 2P. Les rougissements sont donc intenses dans les régions où se trouve de l'hydrogène atomique excité, en général au voisinage d'objets chauds
- Les étoiles à neutrons ont paru étonnamment absentes dans les nébuleuses, alors que l'accrétion d'hydrogène devrait les rendre très brillantes. En fait, elles sont observées mais nommées quasars. On comprend comment les vitesses angulaires des quasars pouvaient paraître incompatibles avec la relativité. Les multiplets qu'ils émettent sont déformés par la dispersion Raman et non par une variation de la constante de structure fine.
- La distance donc la taille des galaxies spirales est surévaluée, la matière noire est inutile.
- La sur-évaluation des distances au voisinage des astres chauds crée des bulles dans les atlas, de sorte que les cartes des galaxies sont spongieuses.
- Des bleuissements sont observables : l'expansion adiabatique du vent solaire fait apparaître des atomes H excités entre 10 et 15 UA.